# Nacib Duarte Bechir
Nacib Duarte Bechir (Cristais, 11 de agosto de 1957) é um político brasileiro do estado de Minas Gerais filiado ao PSD. 
Duarte Bechir foi vereador e prefeito em Campo Belo e atualmente exerce o cargo de deputado estadual em Minas Gerais, ocupando vaga aberta pelo afastamento da deputada Maria Lúcia Mendonça, a partir de 16 de junho de 2009.